# Me & U
Me & U – debiutancki singel amerykańskiej piosenkarki i modelki Cassie. Został wydany w roku 2006 przez wytwórnię Bad Boy Recordings. Producentem singla jest Ryan Leslie. Singel zawiera także dwa remiksy utworu: z Seanem "Diddy" Combsem i Yung Jocem, a drugi z Booba.

## Oficjalne remiksy
- "Me & U" (Bad Boy Remix) z Sean "Diddy" Combs i Yung Joc
- "Me & U" (NextSelection Remix) z Ryan Leslie i z inną wersją instrumentalną
- "Me & U" (The Inc Remix) z Ja Rule i Harry-O
- "Me & U" (Remix) z Ray-J
- "Me & U" (Reggaeton Remix) z Hector "El Father"
- "Me & U" (Siik Remix) mash-up with Ratatat's "Crips" z albumu Ratatat

Są też remiksy z Ryan Leslie, Young Blaze, The Ying Yang Twins, Streetz & Young Deuces,Maino, Dons & Tricosta, Lil Fizz oraz klubowa wersja z 50 Centem.

## Teledysk
Videoclip rozpoczyna się gdy Cassie wchodzi z telefonem do pokoju. W tle słychać refren piosenki "Me & You". Po chwili dziewczyna zaczyna tańczyć do swojej piosenki. Teledysk został wyreżyserowany przez norweskiego reżysera Ray Kaya.
W lipcu 2006 roku pojawiła się w serwisie Youtube, niskobudżetowa druga wersja teledysku do piosenki "Me & You". Początkowo druga wersja teledysku została usunięta z większości serwisów internetowych, ale ponownie pojawiła się w sieci. Druga wersja teledysku jest bardziej pikantna, widać tam niezidentyfikowanego mężczyznę w klubie nocnym przed przyjęciem go do pokoju hotelowego, gdzie Cassie jest przedstawiona poniżej go klęcząc przy nim. Cassie twierdzi, że ta niskobudżetowa wersja teledysku została wydana tylko i wyłącznie dla odbiorców europejskich.

## Notowania
| Notowania (2006)                       | Pozycja |
| -------------------------------------- | ------- |
| Australian ARIA Singles Chart          | 12      |
| Ö3 Austria Top 40                      | 34      |
| Belgian Ultratop 50 Singles (Flanders) | 16      |
| Belgian Ultratop 40 Singles (Wallonia) | 15      |
| Danish Singles Chart                   | 17      |
| Dutch Top 40                           | 36      |
| European Hot 100 Singles               | 9       |
| Finnish Singles Chart                  | 4       |
| French SNEP Singles Chart              | 8       |
| German Singles Chart                   | 12      |

| Notowania (2006)                     | Pozycja |
| ------------------------------------ | ------- |
| Global Dance Tracks                  | 2       |
| Irish Singles Chart                  | 9       |
| New Zealand RIANZ Singles Chart      | 4       |
| Russian R&B Top 50                   | 1       |
| Swedish Singles Chart                | 2       |
| Swiss Singles Chart                  | 1       |
| UK Singles Chart                     | 6       |
| U.S. Billboard Hot 100               | 3       |
| U.S. Billboard Hot R&B/Hip-Hop Songs | 1       |
| U.S. Billboard Pop 100               | 1       |